# Johann Adam von Hoheneck

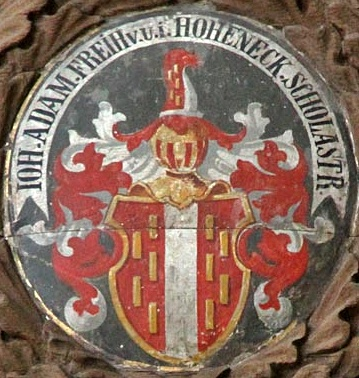
Wappenschild in St. Burkhard, Würzburg

Johann Adam von Hoheneck († 27. Dezember 1731 in Rom) war Domdekan in Worms und Stiftskapitular in Würzburg.

## Herkunft und Familie
Er entstammte dem 1808 erloschenen Pfälzischen Uradelsgeschlecht der Freiherren von Hoheneck mit ihrer Stammburg Hohenecken bei Kaiserslautern. Ahnherr der Familie war der Lauterer Reichsschultheiß Reinhard I. de Lutra († 1218), dessen Sohn Landolf von Hoheneck († 1247) als Bischof von Worms amtierte. 
Johann Adam von Hoheneck wurde geboren als Kind des kurmainzischen Vizedoms in Aschaffenburg, Johann Reinhard von Hoheneck und seiner Gattin Martha Helena von Eltz. Seine Großmutter Anna von Hoheneck geb. Gräfin  von Wolff-Metternich zur Gracht (1573–1626) war die Nichte des berühmten Speyerer Domdekans Adolph Wolff von Metternich zur Gracht (1553–1612).
Sein Bruder Wilderich Marsilius von Hoheneck († 1735) war ebenfalls Domherr in Worms, Stiftskapitular in Würzburg und Generalvikar bzw. Domscholaster in Mainz. Der älteste Bruder Anselm Franz von Hoheneck starb schon 1704 als Mainzer Generalvikar, der zweitälteste, Philipp Franz Adolph von Hoheneck (1645–1705), wirkte als Deutschordenskomtur in Nürnberg. Ihre Neffen Johann Philipp von Hoheneck († 1743) und Johann Franz Jakob Anton von Hoheneck († 1758) amtierten als Domherren in Worms und Mainz, letzterer hier als Domdekan.

## Leben und Wirken
Johann Adam von Hoheneck wurde am 13. September 1668 Domizellar in Würzburg und leistete sein Biennium von 1672 bis 1674 an der Universität Dole ab. Mit Datum vom 22. Dezember 1679 trat er als Kapitular in das Ritterstift St. Burkard zu Würzburg ein, am 3. Januar 1684 avancierte er hier zum Scholaster. 
In Worms wurde Hoheneck Mitglied des Domkapitels, zunächst als Domherr, dann als Domscholaster, 1715 wählte man ihn zum Domdekan.

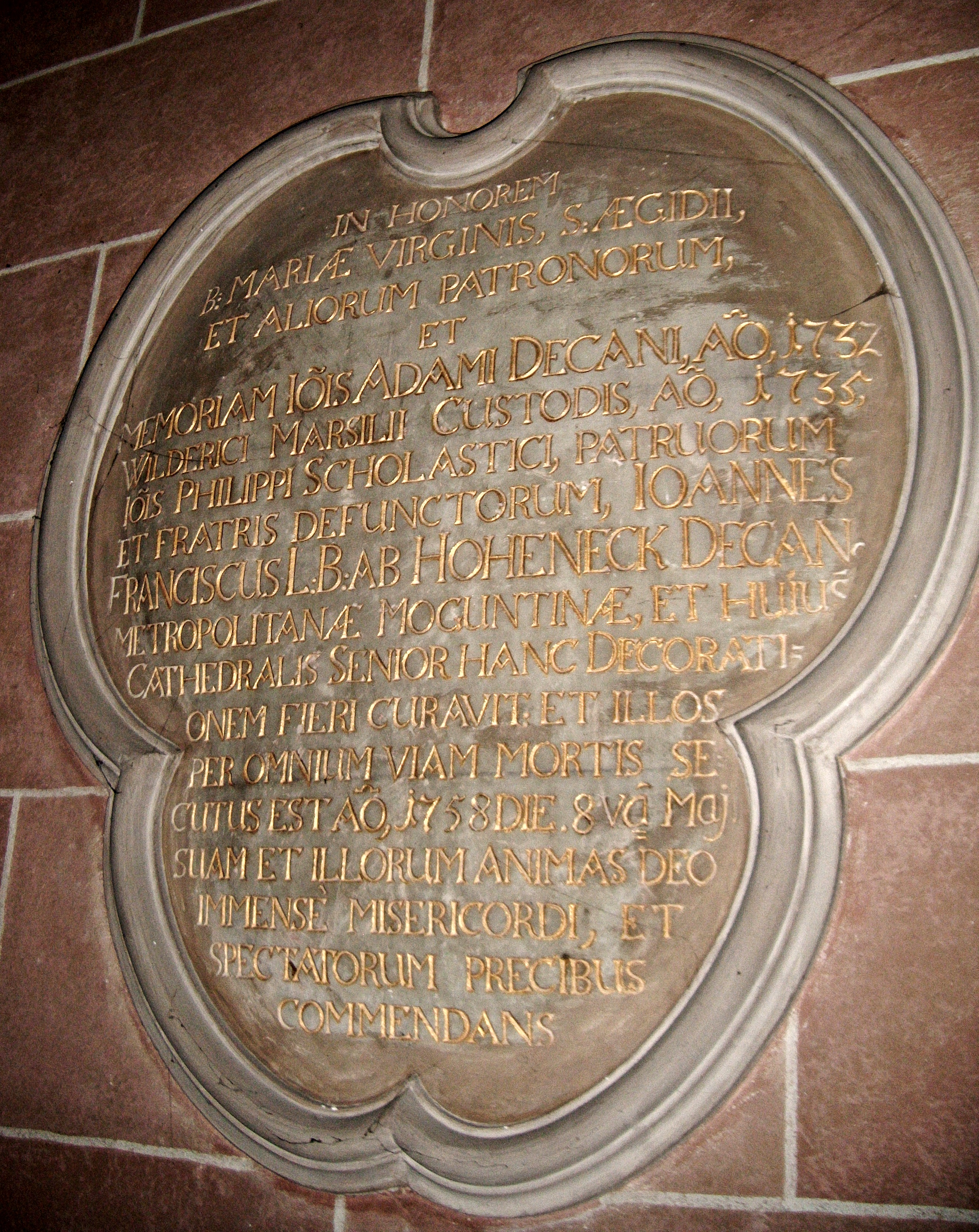
Epitaphinschrift im Wormser Dom, nördliches Querhaus

Der Geistliche fungierte überdies als Kanoniker des Ritterstifts St. Ferrutius zu Bleidenstadt, als Präsident des Wormser Hofrates (Gericht) sowie als Fürstbischöflich Wormsischer bzw. Hoch- und Deutschmeisterlicher Geheimer Rat. Letzteres resultierte aus der Eigenschaft des damaligen Wormser Bischofs Franz Ludwig von Pfalz-Neuburg als Hochmeister des Deutschen Ordens. 
Johann Adam von Hoheneck unternahm zahlreiche Wallfahrten, von denen folgende  überliefert sind: 1680 nach Maria Einsiedeln, 1682 zu den Drei Königen nach Köln, 1685, 1686 und 1687 nach Waghäusel. 
Er starb 1731 in Rom. Sein Neffe, Domkapitular Johann Franz Jakob Anton von Hoheneck († 1758), ließ später im Wormser Dom (nördliches Querschiff) für sich eine Epitaphinschrift fertigen, auf der auch an seine verstorbenen geistlichen Onkel Johann Adam sowie Wilderich Marsilius von Hoheneck erinnert wird.
Am Chorgestühl der Kirche St. Burkard (Würzburg) befindet sich ein gemaltes Wappenschild Johann Adams von Hoheneck, ebenso eines seines Bruders Wilderich Marsilius.

## Literatur

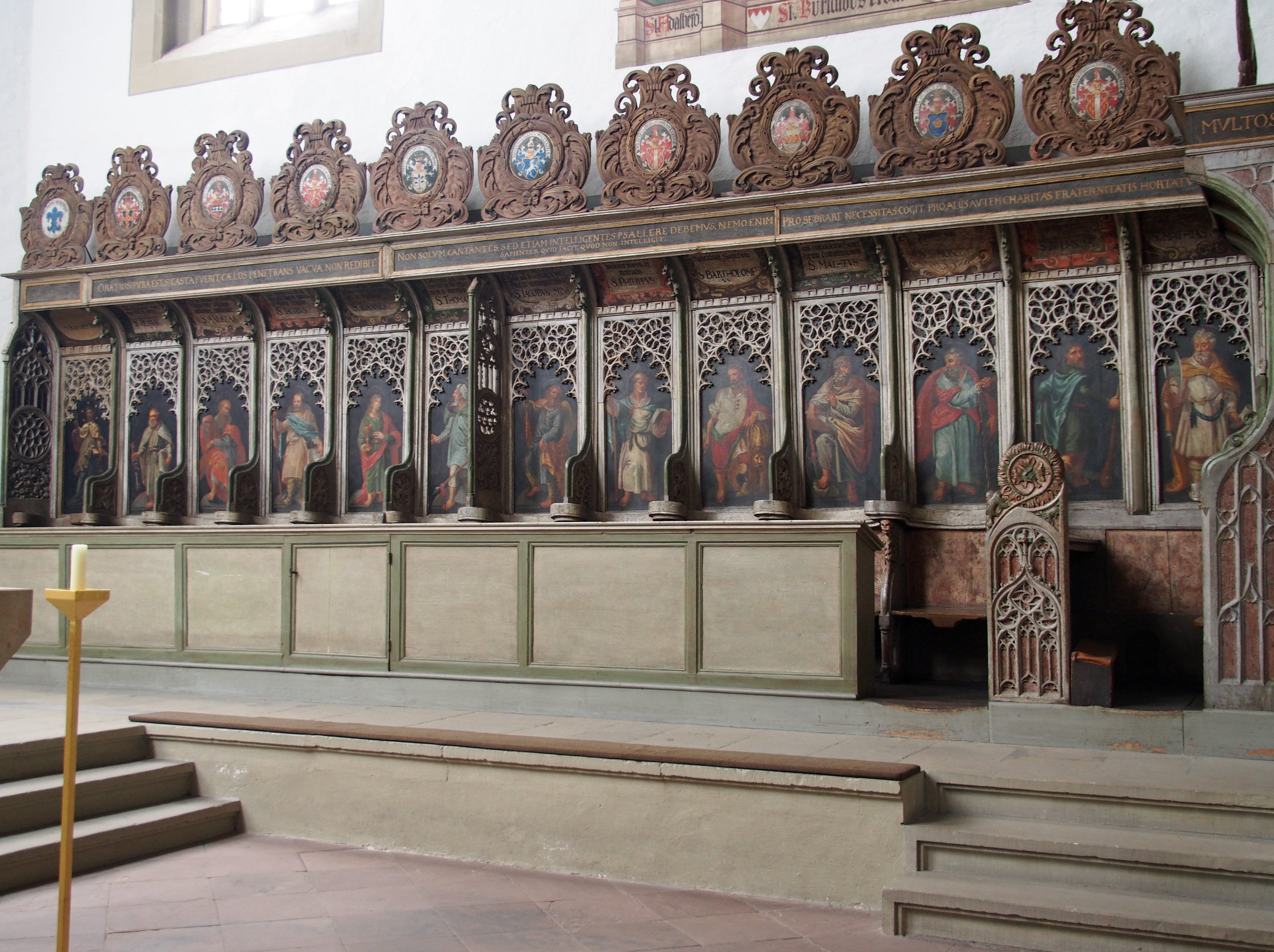
Chorgestühl in St. Burkard, Würzburg. Ganz rechts außen Johann Adam von Hohenecks Wappenschild